# Tympány
Tympán (resp. obvykle v množném čísle tympány, česky též kotel / kotle) je rytmický blanozvučný bicí nástroj používaný především v symfonickém orchestru. Výraz tympán je odvozen z italského výrazu timpano; má původ v antické řečtině, i když ne zcela synonymický. 

## Popis nástroje

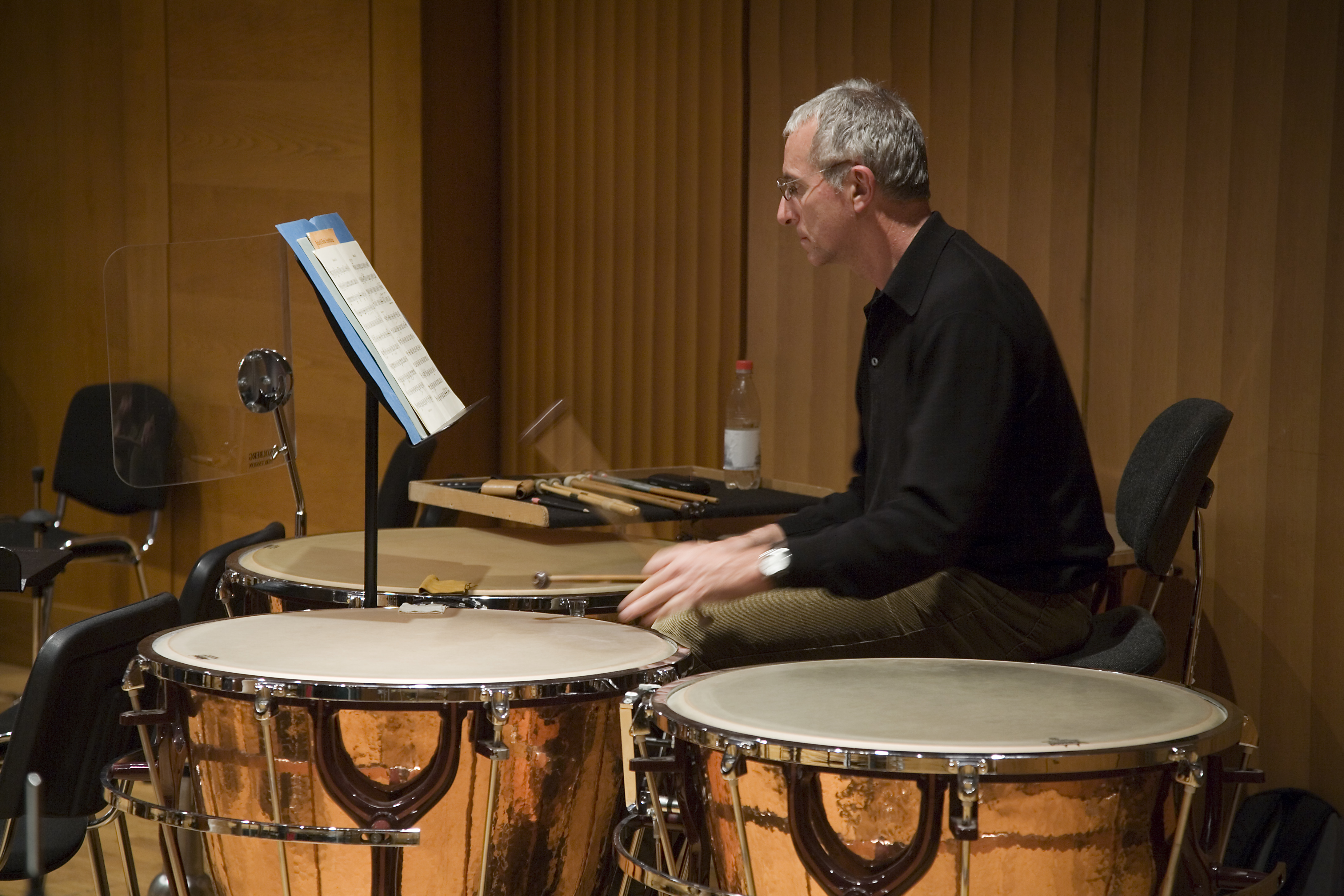
Hráč hrající na tympány

Tělo nástroje tvoří měděná nádoba ve tvaru polokoule asi půl metru široké, tvarem připomínající kotel, stojící na podstavci. Otvor v horní části kotle je potažen membránou, dříve kůží (především telecí nebo kozí) 

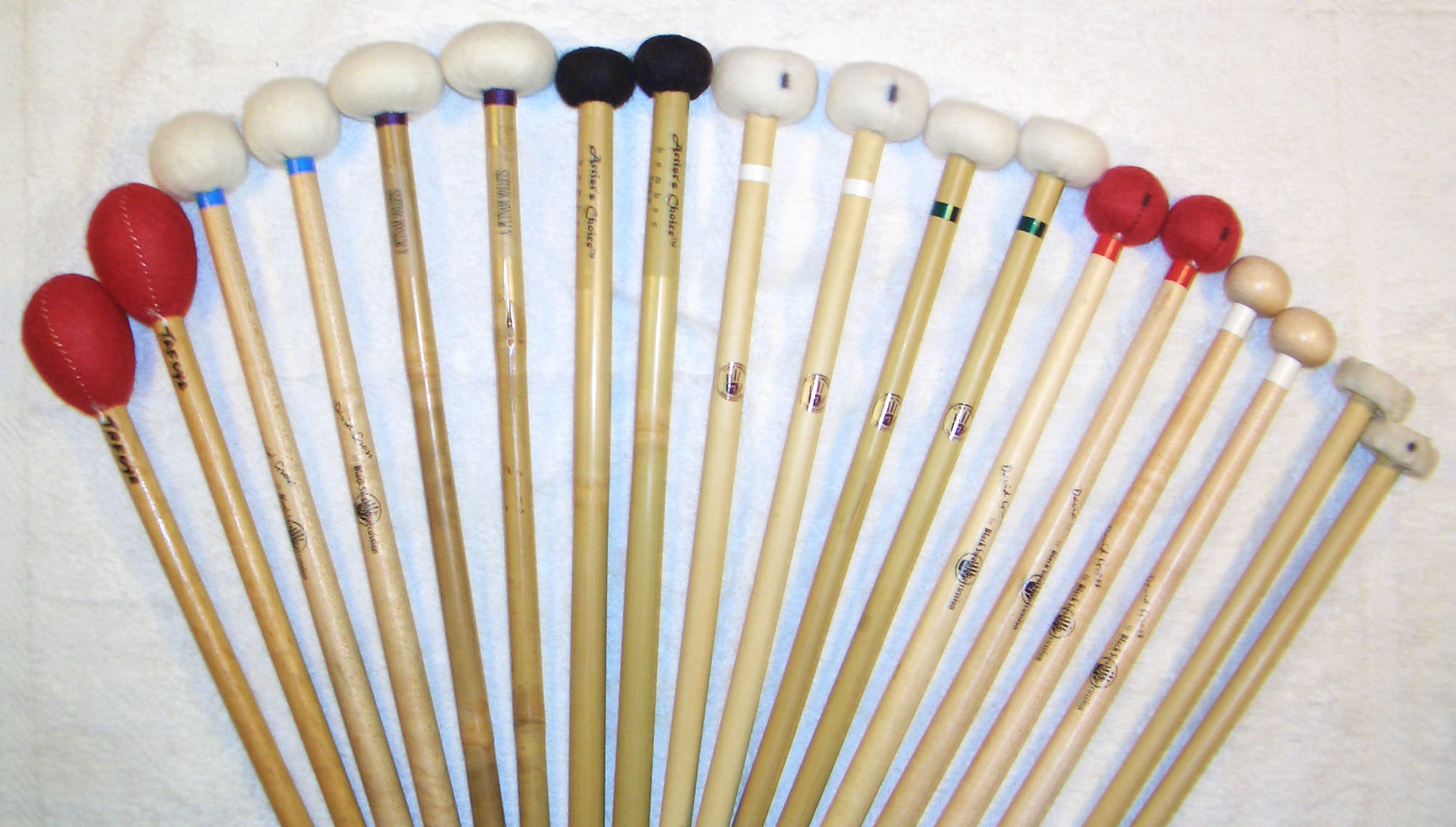
Ukázky typů paliček

napnuté několika upínacími kolíky. U moderních nástojů době je kůže nahrazována syntetickými materiály (plasty). Blána se rozezvučí úderem paliček. Úderové konce paliček mohou být rovněž z různých materálů (plst pro měkčí zvuk, nebo dřevěné či plastové pro tvrdší úder apod.).
Povolováním či utahováním blány pomocí kolíků lze měnit charakter zvuku. 
Některé kotle disponují rovněž pedály, kterými lze měnit ladění.